# Arrenurus belonocercus
Arrenurus belonocercus är en kvalsterart som beskrevs av Lavers 1945. Arrenurus belonocercus ingår i släktet Arrenurus och familjen Arrenuridae. Inga underarter finns listade i Catalogue of Life.